# Kopnica
Kopnica (deutsch Köpnitz) ist ein Dorf in der polnischen Woiwodschaft Westpommern. Es gehört zur Landgemeinde Darłowo (Rügenwalde) im Kreis Sławno (Schlawe).

## Geographische Lage
Kopnica liegt in Hinterpommern, sechs Kilometer östlich von Darłowo und zwei Kilometer südlich des Binnensees Jezioro Kopań (Vitter See).
Das Dorf ist auf einem sich von Cisowo (Zizow) bis Dzierżęcin (Dörsenthin) erstreckenden eiszeitlichen Endmoränenzug in einer Höhenlage von etwa 50 Metern über NN. angelegt. Den südlichen Teil der Feldmark bildet das Urstromtal der Wieprza (Wipper).
Nachbarorte sind: im Westen Zakrzewo (Sackshöhe), im Norden Palczewice (Palzwitz), im Osten Drozdowo (Drosedow) und im Süden – jenseits der Wieprza – Zielnowo (Sellen).

## Geschichte
Über Kopnica bzw. Köpnitz (früher auch: Copenitz, Köpenitz) liegen historische Nachrichten so gut wie gar nicht vor. Irgendwann einmal ist der Ort in das Amt Rügenwalde eingegliedert worden. Um 1648 werden für den Ort genannt: 1 Schulze, 10 Bauern und 1 Kossät. Im 18. Jahrhundert hat eine Bevölkerungsvermehrung stattgefunden, werden nun doch auch noch acht Straßenkossäten und zwei Büdner (darunter ein Schulmeister) erwähnt.
1818 leben in Köpnitz 156 Einwohner. Ihre Zahl steigt bis 1871 auf 207 und beträgt 1939 noch 178.
Bis 1945 gehörte Köpnitz mit den Gemeinden Kopahn (heute polnisch: Kopań), Sackshöhe (Zakrzewo) und Zízow (Cisowo) zum Amtsbezirk Zizow im Landkreis Schlawe i. Pom. im Regierungsbezirk Köslin der preußischen Provinz Pommern. Standesamtlich war Köpnitz nach Palzwitz (Palczewice) orientiert, während das zuständige Amtsgericht in Rügenwalde (Darłowo) war.
Gegen Ende des Zweiten Weltkriegs wurde Köpnitz am 7. März 1945 von sowjetischen Truppen besetzt. Nach Kriegsende wurde die Ortschaft unter polnische Verwaltung gestellt. Die Ortschaft wurde von den Polen in Kopnica umbenannt. Die deutsche Bevölkerung wurde bis 1947 ausgewiesen.
Kopnica ist heute ein Teil der Gmina wiejska Darłowo im Powiat Sławieński der Woiwodschaft Westpommern.

## Kirche
Vor 1945 gehörte die Mehrheit der Köpnitzer Bevölkerung zur evangelischen Kirche. Das Dorf war mit Kopahn (Kopań), Palzwitz (Palczewice), Sackshöhe (Zakrzewo) und Zizow (Cisowo) in das Kirchspiel Zizow integriert, das im Kirchenkreis Rügenwalde in der Kirchenprovinz Pommern der Kirche der Altpreußischen Union lag. Letzter deutscher Geistlicher war Pfarrer Kurt Müller.
Seit 1945 ist Kopnica mehrheitlich katholisch. Cisowo allerdings ist heute keine Pfarrkirche mehr, sondern Filialkirche der Pfarrei Barzowice (Barzwitz) im Dekanat Darłowo im Bistum Köslin-Kolberg der Katholischen Kirche in Polen. Evangelische Kirchenglieder sind dem Kirchspiel Koszalin (Köslin) in der Diözese Pommern-Großpolen der Evangelisch-Augsburgischen Kirche in Polen zugeordnet.

## Schule
In Köpnitz bestand bis 1945 eine einklassige Volksschule, in der 20 bis 25 Kinder unterrichtet wurden. Das Schulhaus stammte aus dem 19. Jahrhundert.

## Verkehr
Kopnica ist über die Woiwodschaftsstraße 203 (Koszalin (Köslin) – Ustka (Stolpmünde)) an das Straßennetz angeschlossen. Mit der Bahn ist die Ortschaft über die Station Darłowo (Endpunkt der PKP-Strecke 418 von Korzybie (Zollbrück)) zu erreichen.